# Kochab
Kochab je označení hvězdy β Ursae Minoris v souhvězdí Malého medvěda (Malého vozu). Spolu s Pherkadem tvoří dvojici známou jako „strážci pólu“. Hvězda má hvězdnou velikost +2,08 magnitudy a patří do spektrální třídy K4 III, což znamená, že je oranžovým obrem. Nachází se přibližně 131 světelných let od Slunce.

## Charakteristika
Kochab je vyvinutá hvězda, která se nachází ve stadiu oranžového obra. Má povrchovou teplotu kolem 4 100 K, což odpovídá jejímu charakteristickému oranžovému zbarvení. Hvězda má hmotnost přibližně 1,3násobku hmotnosti Slunce, její poloměr je přibližně 42násobek poloměru Slunce a její svítivost dosahuje přibližně 390násobku svítivosti Slunce.
Kochab je mírně obohacená o těžší prvky než Slunce, což naznačuje, že se vytvořila v oblasti bohatší na kovy než naše Sluneční soustava. Hvězda patří k nejjasnějším hvězdám v Malém voze.

### Pohyb a vzdálenost
Kochab je vzdálena přibližně 131 světelných let (40,1 parseků) od Země, což bylo potvrzeno přesnými měřeními paralaxy. Spolu s dalšími hvězdami v okolí je Kochab součástí pohybující se hvězdné skupiny nazývané Hyádský proud.

## Kulturní význam
Jméno „Kochab“ pochází z arabského výrazu الكوكب (*al-Kawkab*), což znamená „hvězda“. V minulosti, přibližně před 3 000 lety, byla Kochab blíže k severnímu nebeskému pólu než dnešní Polárka a sloužila jako hlavní orientační hvězda při navigaci. 
Dvojice Kochab a Pherkad byla tradičně označována jako „strážci pólu“ (anglicky *Guardians of the Pole*), protože obklopují Polárku, dnešní severní hvězdu.

## Pozorování
Kochab je snadno viditelný pouhým okem na severní polokouli a nikdy nezapadá pod horizont. Nachází se poblíž Polárky a spolu s Pherkadem tvoří zadní kola asterismu Malého vozu. Hvězda je oblíbená mezi amatérskými astronomy pro svou stálou viditelnost.